# Joe Spinell
Joe Spinell, geboren als Joseph J. Spagnuolo, (New York, 28 oktober 1936 - aldaar, 13 januari 1989) was een Italiaans-Amerikaans acteur.
Hij speelde onder meer Willie Cicci in The Godfather, Gazzo in Rocky en Rocky II en seriemoordenaar Frank Zito in Maniac.
Tussen februari 1977 en juli 1979 was hij getrouwd met pornoactrice Jean Jennings. Ze kregen één kind samen.
Spinell was een goede vriend van Sylvester Stallone en was zelfs peetoom van diens zoon Sage Stallone. Hij verscheen in vele films met Stallone, waaronder Rocky, Rocky II en Nighthawks. Toen Stallone nog een beginnend acteur was, bekommerde Spinell zich om hem.
Ook was Spinell goed bevriend met regisseurs William Friedkin en Francis Ford Coppola.
Spinell stierf op 52-jarige leeftijd in zijn appartement in Sunnyside, Queens. Er wordt gezegd dat hij zichzelf verwondde terwijl hij een hartaanval kreeg. Spinell had namelijk hemofilie. De laatste maanden van zijn leven dronk hij veel en gebruikte hij ook drugs.

## Filmografie
- The Godfather (1972) - Willie Cicci (onvermeld)
- Cops and Robbers (1973) - Marty
- The Seven-Ups (1973) - Toredano, de garage-man
- The Godfather: Part II (1974) - Willie Cicci
- Rancho Deluxe (1975) - Mr. Colson
- Strike Force (Televisiefilm, 1975) - Sol Terranova
- Farewell, My Lovely (1975) - Nick, Brunettes schurk
- 92 in the Shade (1975) - Ollie Slatt
- Next Stop, Greenwich Village (1976) - Politieagent
- Taxi Driver (1976) - Personeelschef
- Stay Hungry (1976) - Jabo
- Rocky (1976) - Gazzo
- Sorcerer (1977) - Spider
- The Godfather Saga (Mini-serie, 1977) - Willie Cicci
- Nunzio (1978) - Angelo
- Big Wednesday (1978) - Psycholoog
- Paradise Alley (1978) - Burp
- The One Man Jury (1978) - Mike
- Starcrash (1979) - Graaf Zarth Arn
- Last Embrace (1979) - Man in Cantina (onvermeld)
- Winter Kills (1979) - Arthur Fletcher
- Rocky II (1979) - Gazzo
- Vampire (Televisiefilm, 1979) - Kapitein Desher
- Cruising (1980) - Patrolman DiSimone
- Forbidden Zone (1980) - Squeezits vader
- Maniac (1980) - Frank Zito
- Nightside (Televisiefilm, 1980) - Michael Vincent
- Brubaker (1980) - Floyd Birdwell
- The Little Dragons (1980) - Yancey
- The Ninth Configuration (1980) - Lt. Spinell
- Melvin and Howard (1980) - Tweede Go-Go Club-eigenaar (onvermeld)
- The First Deadly Sin (1980) - Charles Lipsky
- Nighthawks (1981) - Lt. Munafo
- National Lampoon Goes to the Movies (1982) - Agent/M.C. (Success Wanters)
- A Question of Honor (Televisiefilm, 1982) - Gemaskerde getuige (onvermeld)
- Night Shift (1982) - Manetti
- The Last Horror Film (1982) - Vinny Durand
- Monsignor (1982) - Vader van de bruid
- One Down, Two to Go (1982) - Joe Spangler
- Walking the Edge (1983) - Brusstar
- Vigilante (1983) - Eisenberg
- Losin' It (1983) - Border Patrolman
- The Last Fight (1983) - The Boss
- Trackdown: Finding the Goodbar Killer (Televisiefilm, 1983) - Escobar - Portier
- The Big Score (1983) - Mayfield
- Eureka (1983) - Pete
- Out of the Darkness (Televisiefilm, 1985) - Jim Halsey
- Hollywood Harry (1986) - Max Caldwell
- The Equalizer Televisieserie - Rol onbekend (Afl., Wash-Up, 1986)
- The Children of Times Square (Televisiefilm, 1986) - Straatverkoper
- The Whoopee Boys (1986) - Guido Antonucci
- Night Heat Televisieserie - Joseph Latimer (Afl., Brotherhood, 1986)
- Il cugino americano (1986) - Joey, New York schurk #1
- The Messenger (1986) - Rico
- The Pick-up Artist (1987) - Eddie
- Night Heat Televisieserie - Carlucci (Afl., Comeback, 1987)
- Diamonds Televisieserie - Rol onbekend (Afl., Poison Pill, 1987)
- Night Heat Televisieserie - Tommy Angel (Afl., Tonight's News, 1987)
- Deadly Illusion (1987) - Crazy Man in gun Bureau
- Operation Warzone (1988) - Brig. Gen. George Delevane
- Married to the Mob (1988) - Leonard 'Tiptoes' Mazzilli
- The Undertaker (1988) - Roscoe
- Maniac 2: Mr. Robbie (1989) - Mr. Robbie
- Rapid Fire (1989) - Hansen
- The Godfather Trilogy: 1901-1980 (Video, 1992) - Willie Cicci